# Иван Омерза
Иван Омерза — Јохан (Ливолд, код Кочевја, 17. октобар 1921 — Јеленов Жлеб, код Рибнице, 26. март 1943), учесник Народноослободилачке борбе и народни херој Југославије.

## Биографија
Рођен је 17. октобра 1921. године у Ливолду, код Кочевја. Потицао је из радничке породице, а након завршетка основне школе је учио елетричарски занат. Пре почетка Другог светског рата, извесно време је радио у пошти у Кочевју као електроинсталатер.
Након окупације Југославије 1941. године, у Кочевју које је било окупирано и анкетирано од стране Краљевине Италије, радила је организација Ослободилачког фронта Словеније (ОС), којој је била активна у раду на окупљању младих патриота и антифашиста, међу којима је био и Иван Омерза. Заједно са друговима, он је радио на сакупљању оружја, писању антифашистичких парола, подели илегалних летака, али и вршењу мањих саботажа. Због своје активности убрзо је постао вођа борбене тројке, која је више пута пресецала телефонске жице на линији Кочевје—Мозељ, Кочевје—Цвишларји и Кочевје—Стара Црква.
Једна од најзначајнијих акција, које је извела Иванова група у овом периоду је била сечење телеграфско-телефонских каблова 26. јуна 1941. године када је италијанска команда у Кочевју остала без везе са својим потчињеним командама у Чабру, Добром Пољу и другим местима. Августа 1941. године група чланова Савеза комунистичке омладине (СКОЈ), међу којима је био и Иван, извела је још једну успешну акцију — исекла је гуме на италијанским војним камионима који су били паркирани у дворишту Дома ученика.
Развој Народноослободилачког покрета (НОП) у Кочевју ометала је знатна немачка национална мањина, а након њеног пресељења у окупирани део Словеније под немачком контролом, у зиму 1941/1942. године, почео је нагли развој ослободилачког покрета у Кочевју и он је убрзо постао једна од најјачих устаничких база у Словенији. Почетком маја 1942. године Иван је напустио Кочевје и отишао у партизане у Други кочевски батаљон Нотрањског партизанског одреда. Као храбар и способан борац убрзо је постао пушкомитраљезац.
Почетком јуна је учествовао у нападу на италијанску посаду у Старом Тргу на Купи, који је извео Кочевски батаљон заједно са Белокрањском партизанском четом. У току ове борбе партизани су успели да потисну Италијани су Жупниште, али су се они упорно бранили јер су знали да им долази појачање. У последњем моменту окупљене Италијане је спасио долазак појачања, али су им партизани нанели осетне губитке од 15 мртвих и 22 рањена борца, док су партизани имали четири мртва и рањена борца.
Крајем јуна, Кочевски батаљон је заједно са јединицама из Другог приморско-горанског одреда извршио напад на италијанску посаду у Бања Локи, код Костела. И у овој борби је опкољеној посади дошло појачање у помоћ па је она тиме била спашена, али су јој нанети губици од два погинула, осам рањених и четири заробљена војника. Партизани су у овој борби имали два погинула борца, међу којима је био командир Омладинске чете Зденко Петрановић Јастреб, народни херој. Поред ових акција, митраљезац Јохан, како је гласило његово партизанско име, изводио је и самосталне акције па је са својим помоћником на путу код Ливолда извршио напад на италијанску колону и нанео јој тешке губитке.
Када је 23. септембра 1942. године у околини Кочевја формирана Пета словеначка ударна бригада „Иван Цанкар” митаљезац Јохан је постао њен борац и постављен је за командира чете у њеном Другом батаљону. У многим борбама ове бригаде командир Јохан се истицао са борцима своје чете. Новембра 1942. године приликом заједничког напада Цанкареве бригаде и Тринаесте пролетерске бригаде „Раде Кончар” на италијанско-белоградистичку посаду у Сухору, код Метлике, командир Јохан је са групом бомбаша уништио неколико непријатељских бункера.
Погинуо је 26. марта 1943. године у Јеленовом Жлебу, код Рибнице у изненадном нападу италијанксог батаљона „Мацарета” на борце Пете словеначке бригаде „Иван Цанкар” и Четврте словеначке бригаде „Матија Губец”, који су се враћали са напорног марша. У изненадном нападу, партизани су се брзо снашли и Италијанима пружили отпор у коме су им нанели тешке губитке од 104 мртав и рањена војника. Партизани су имали четири мртва борца, међу којима је био и командира Јохан, кога је с леђа убио један италијански војник на самом крају борбе.
Указом председника Федеративне Народне Републике Југославије Јосипа Броза Тита, 27. новембра 1953. године, проглашен је за народног хероја.